# سیارک ۳۵۹۲
سیارک ۳۵۹۲ (به انگلیسی: 3592 Nedbal، نامگذاری:1980CT) سه هزار و پانصد و نود و دومین سیارک کشف شده‌است که در ۱۵ فوریه ۱۹۸۰ کشف شد.
قدر مطلق سیارک برابر ۱۳٫۷۰ است.